# Nemognatha angolensis
Nemognatha angolensis là một loài bọ cánh cứng trong họ Meloidae. Loài này được Harold miêu tả khoa học năm 1879.